# Hanging Garden
Hanging Garden ist eine finnische Death-Doom- und Gothic-Metal-Band aus Helsinki, die im Jahr 2004 gegründet wurde.

## Geschichte
Die Band wurde im Sommer 2004 von dem Sänger Ari Nieminen und dem Bassisten Matti Reinola gegründet. Kurze Zeit später stießen der Schlagzeuger Janne Jukarainen sowie der Gitarrist Mikko Kolari zur Besetzung. Im folgenden Winter schrieb die Band an ihren ersten Liedern. Nachdem sich Reinolas und Jukarainens bisherige Band Greyscale aufgelöst hatte, konnten sie sich im Frühling 2005 komplett auf Hanging Garden konzentrieren. Im Winter schrieb die Band an ihrem ersten Album, während Saku Manninen als weiterer Gitarrist zur Band kam. Das Album wurde im Februar 2006, zum Veranstaltungszeitpunkt der Finnish Metal Expo veröffentlicht. Eine Version des Demos mit zwei Liedern wurde an diverse Labels geschickt, während eine offizielle Drei-Lieder-Version zwei Monate später erschien. Durch das Demo erreichte die Gruppe einen Vertrag bei Spikefarm Records. Im Februar 2007 erschien bei diesem Label das Debütalbum Inherit the Eden. Auf dem Album sind zudem noch Keyboardklänge zu hören, die Bassist Reinola einspielte. Im Jahr 2008 nahm die Band am Spinefeast at Sea teil, einem Festival auf einem Kreuzfahrtschiff, das von Helsinki nach Tallinn in Estland in See stach. Neben Hanging Garden nahmen an diesem von Spinefarm Records veranstalteten Festival auch Children of Bodom, Ensiferum, Warmen, Agonizer, Viikate und Murena teil. Während die Band an ihrem zweiten Album schrieb, kam Jussi Hämäläinen als neuer Gitarrist zur Band und ersetzte Manninen. Im Juli 2009 begab sich die Band ins Studio, um das Album TEOTWAWKI aufzunehmen. Das Album, das im November 2009 über Spikefarm Records erschien, wurde in Schweden bei Tonteknik Recording von Magnus Lindberg abgemischt und gemastert. Im Frühling 2010 verließ Sänger Nieminen die Band und wurde durch Toni Toivonen ersetzt. Kurz darauf verließ auch Schlagzeuger Jukarainen die Besetzung, woraufhin Antti Ruokola als Ersatz hinzu kam. Im November 2011 begab sich die Gruppe in das Spleen Studio, um die Schlagzeugspuren für das dritte Album aufzunehmen. Zur selben Zeit verließ Bassist Matti Reinola die Band und wurde durch Jussi Kirves ersetzt. Nachdem die Band im September 2012 einen Vertrag bei dem deutschen Label Lifeforce Records unterzeichnet hatte, erschien hierüber das Album At Every Door. Da Bassist Reinola die Band verlassen hatte und dieser bisher immer das Keyboard auf den Vorgängeralben spielte, kam Nino Hynninen als Keyboarder zur Band.

## Stil
Laut Bandbiografie wurde die Gruppe gegründet, um langsamen Doom Metal zu spielen. Auf TEOTWAWKI versuchte die Band, sich im Vergleich zu ihrem Vorgängeralbum rauer zu geben. Zudem versuchte sie, englische Death- und Doom-Metal-Einflüsse sowie Post-Metal und Post-Rock Einflüsse und Hardcore-Punk-ähnlichen Gesang einfließen zu lassen. Auf At Every Door habe die Band Einflüsse von Gruppen wie Cult of Luna und Sigur Rós einfließen lassen. Nach laut.de spiele die Band Doom Metal, mit aggressivem Gesang, der an Sludge oder Post-Hardcore erinnere. Auf Inherit the Eden spiele die Band laut Christian Hector vom Metal Hammer zwar Musik, die atmosphärisch und melodisch sei, jedoch keinen Wiedererkennungswert besitze. Auf At Every Door spiele die Band laut Katrin Riedl vom Metal Hammer eine Mischung aus Doom- und Dark-Metal. Abwechslung in den Liedern erzeuge die Gruppe durch geschickt platzierte Tempowechsel.
Laut Stormbringer spielen Hanging Garden Death Doom „mit dezenten, aber spürbaren Gothic Einflüssen“. Auch Metal Inside hebt die Verbindung aus Death Doom und Gothic hervor und vergleicht Hanging Garden mit Paradise Lost.

## Diskografie
- 2006: Promo 2006 (Demo, Eigenveröffentlichung)
- 2007: Inherit the Eden (Album, Spikefarm Records)
- 2009: TEOTWAWKI (Album, Spikefarm Records)
- 2013: At Every Door (Album, Lifeforce Records)
- 2013: I Was a Soldier (EP, Lifeforce Records)
- 2015: Blackout Whiteout (Album, Lifeforce Records)
- 2016: Hereafter (EP, Lifeforce Records)
- 2017: I Am Become (Album, Lifeforce Records)
- 2019: Into That Good Night (Album, Lifeforce Records)
- 2020: Against the Dying of Light (EP, Eigenveröffentlichung)
- 2021: Skeleton Lake (Album, Lifeforce Records)
- 2022: Neither Moth nor Rust (EP, Lifeforce Records)
- 2023: The Garden (Album, Agonia Records)